# Horváth Judit (kosárlabdázó)
Bercsényiné Horváth Judit (Pécs, 1963. február 25. – Pécs, 1997. szeptember 12.) háromszoros magyar bajnok és 67-szeres magyar válogatott kosárlabdázó, a PVSK egykori legendás irányítója, örökös csapatkapitánya.

## Pályafutása
Általános iskolás kora óta kosárlabdázott a PVSK utánpótlás-csapataiban. 1982-ben, egy évvel az érettségije után Szittya Imre vezetőedző csapatfiatalítási koncepciója révén Sztojkovics Évával, Balázs Hajnalkával, Kiefer Csillával és Halász Judittal együtt az első osztályban is bemutatkozott. Ez a csapat 1984-ben az egyesület történetének addigi legjobbjaként hatodik helyen végzett, majd 1985-ben bronz-, 1987-ben ezüst-, majd – első nem budapesti csapatként – 1992-ben aranyérmet szerzett. Később még két arany- és két bronzérmet is nyert a csapattal. 1991-ben tagja volt az Európa-bajnokságon bronzérmet szerzett válogatottnak.
Utolsó játékosszezonjára készült, amikor 1997. szeptember 12-én, egy nappal a bajnoki nyitány előtt robogójával halálos közlekedési balesetet szenvedett. A csapat neki ajánlotta az 1997–1998-as bajnokság aranyérmét.
Férje Bercsényi Gábor, egy gyerekük született. Horváth Judit civilben újságíró szeretett volna lenni sportpályafutása befejezése után.

## Díjai, elismerései
1992-ben és 1995-ben a csapattal Pro Communitate díjat kapott, 1995-ben Pro Civitate díjjal jutalmazták. Halála után a PVSK visszavonultatta a 11-es mezét, melyet megszűnése után a PEAC-Pécs és a PINKK-Pécsi 424 is továbbvitt.

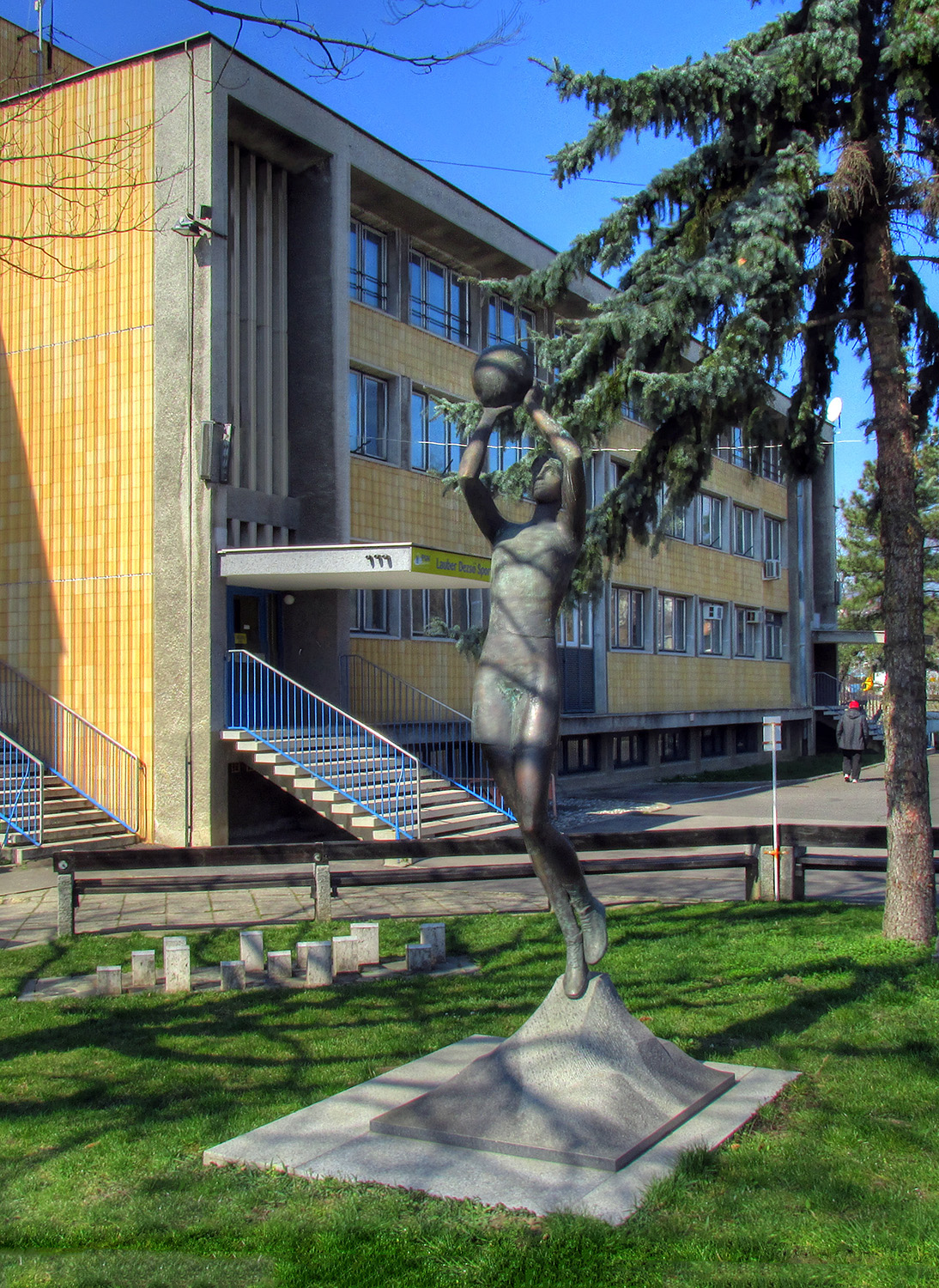
Kosárlabdázó nő szobor

## Emlékezete
2004-ben, az EuroLiga négyes döntője előtt felavatták a Lauber Dezső Sportcsarnok előtt Rigó István szobrászművész Kosárlabdázó nő című alkotását.
Tiszteletére 2003-ban és 2004-ben kosárlabdatornát rendeztek, a Mizo Pécs 2010 csapata pedig 2007-ben emlékérmet alapított, melyet a csapat minden olyan bajnoka (játékosa illetve szakembere) megkapott, aki legalább 500 (arany fokozat), 250 (ezüst fokozat) vagy 150 (bronz fokozat) hivatalos mérkőzésen szerepelt a csapaton belül.
Faluközi Gábor Az Örök Bajnok címmel költeményt írt róla.